# ホドリゴ・ネストル・ベルタリア
ホドリゴ・ネストル（Rodrigo Nestor）ことホドリゴ・ネストル・ベルタリア（ポルトガル語: Rodrigo Nestor Bertalia、2000年8月9日 - ）は、ブラジルのサッカー選手。ポジションはMF。

## クラブ歴
サンパウロFCの下部組織出身。2019年2月3日に行われたカンピオナート・パウリスタでスターティングメンバーに抜擢され選手初出場。

## 代表歴
2017年に2017 南米U-17選手権のメンバーとして同大会に参加し優勝、2017 FIFA U-17ワールドカップにも参加した。